# Dysdera dunini
Dysdera dunini là một loài nhện trong họ Dysderidae.
Loài này thuộc chi Dysdera. Dysdera dunini được Christa Deeleman-Reinhold miêu tả năm 1988.